# Jules Worms
 (octobre 2013).
Si vous disposez d'ouvrages ou d'articles de référence ou si vous connaissez des sites web de qualité traitant du thème abordé ici, merci de compléter l'article en donnant les références utiles à sa vérifiabilité et en les liant à la section « Notes et références ».
Jules Worms, né le 16 décembre 1832 à Paris et mort dans la même ville le 25 novembre 1924, est un peintre, graveur et illustrateur français.

## Biographie
Né dans une famille de commerçants parisiens, Jules Worms commence sa carrière comme illustrateur et lithographe dans des journaux satiriques comme Le Charivari. Il avait appris la technique dans l'atelier de Jean-Adolphe Lafosse, dont la fille, Cécile, sera plus tard l'élève de Worms.
Il collabore avec le journal de L'Illustration, entre 1850 et 1860, et avec le Musée des familles. En 1858, deux lithographies d'Évremond de Bérard et Jules Worms, d'après des croquis de Nélie Jacquemart, paraissent dans le journal L'Illustration dans la double page centrale, pour illustrer l'article sur « Les funérailles de la reine d'Oule ».
Il présente ses premiers tableaux au Salon de 1859 et devient membre de la Société des artistes français. Il envoie ses peintures aux Salons jusqu'en 1890. C'est un peintre de genre avec des sujets espagnols ou d'un caractère humoristique.
À partir de 1860, Jules Worms voyage dans plusieurs pays, en particulier en Espagne, d'où il revient en 1863 avec une série de tableaux à sujets folkloriques. Il remporte des médailles en 1867, en 1868, une médaille de 3e classe à l'Exposition universelle de 1878 et une autre à celle de 1889.
L’État lui achète en 1868 le tableau La Romance à la mode, présenté au Salon de 1868 avec le tableau La Ronda. Ce tableau salué par la critique est une peinture de genre qui pastiche les tableaux de Louis Léopold Boilly.
En 1871, Worms passe six mois à Grenade avec son ami, le peintre catalan Mariano Fortuny qu'il avait rencontré à Paris.
Après la guerre franco-allemande de 1870, il déploie ses talents de lithographe pour illustrer les Fables de Jean de La Fontaine en 1873. Il illustre Les Contes rémois de Louis de Chevigné, pour une édition de Don Quichotte de Cervantès, en 1884. Il œuvre aussi pour des livres pour enfants : Aladin et la lampe merveilleuse, conte des Mille et une nuits, Histoire du petit bossu, et autres contes.
Il présente des œuvres à la Société des amis des arts de Bordeaux de 1868 à 1874.
Il est nommé chevalier de la Légion d'honneur en 1876.
Il a ensuite écrit des récits sur ces voyages en Espagne et poursuit son œuvre peint jusqu'aux débuts de la Première Guerre mondiale.
Jules Worms est enterré à Paris au cimetière du Montparnasse (section 5).

## Œuvres dans les collections publiques
Aux États-Unis
- Stockton, Haggin Museum (en) :
  - Le Châle rouge, huile sur bois[5] ;
  - Le Billet doux, huile sur bois[6].

En France
- Dijon :
  - musée des beaux-arts : Un Espagnol.
  - musée Magnin : La Messe des officiers au camp de Chalons, sous le second empire, dessin préparatoire.
- Rennes, musée des beaux-arts : Le Tyran, scène espagnole.
- Paris, Sénat, palais du Luxembourg : La Romance à la mode[7].
- Pau, musée des beaux-arts : Novillada dans la province de Valence.

Œuvres de Jules Worms
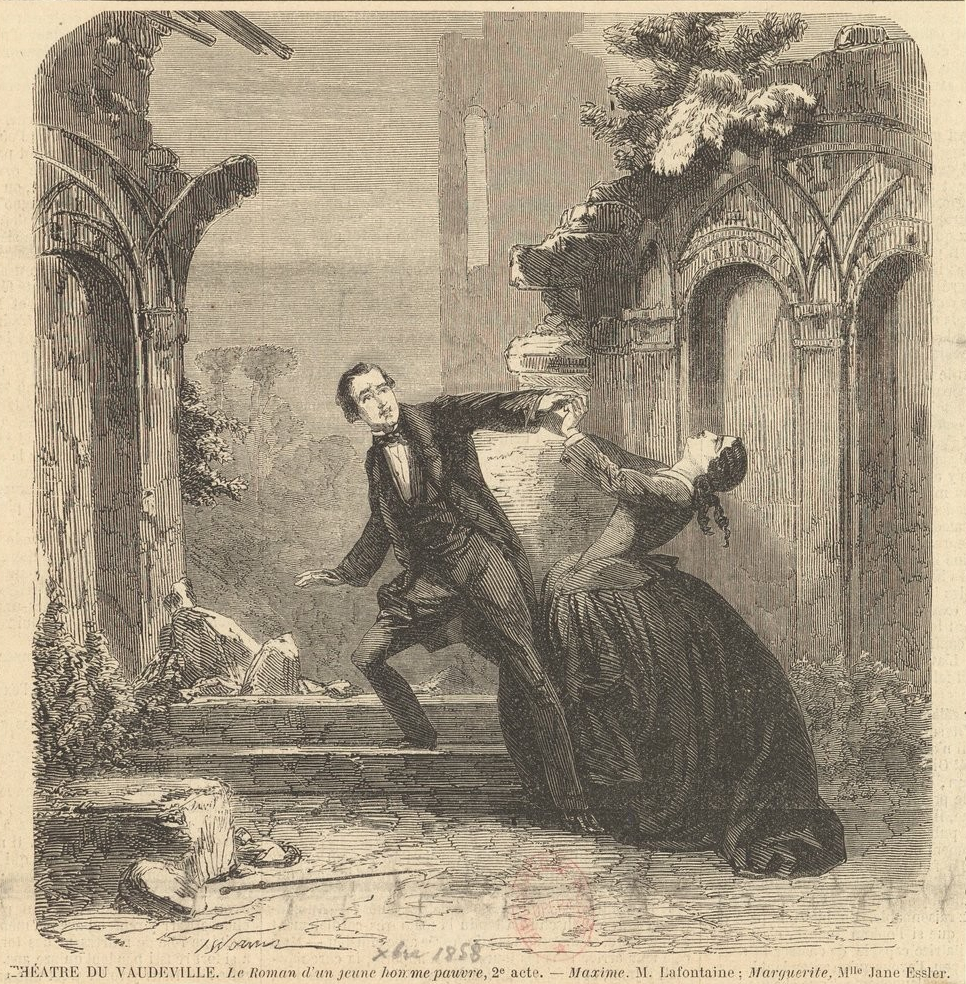
Illustration pour Le Roman d'un jeune homme pauvre (1858).
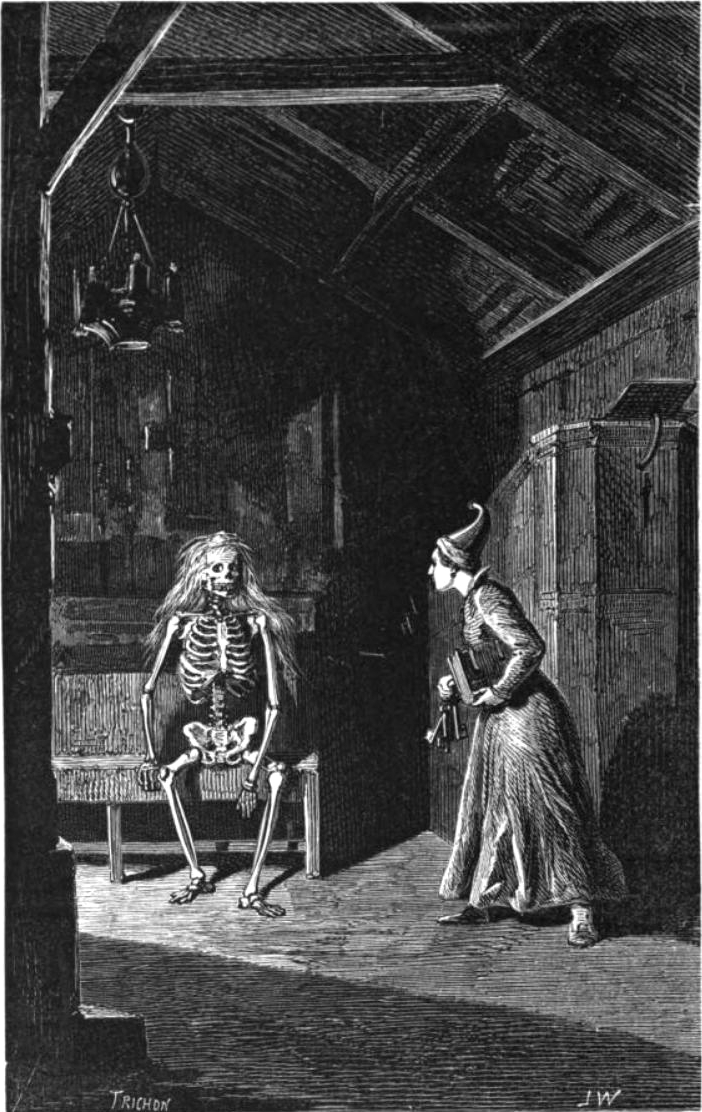
Illustration pour les Contes populaires islandais (1864).
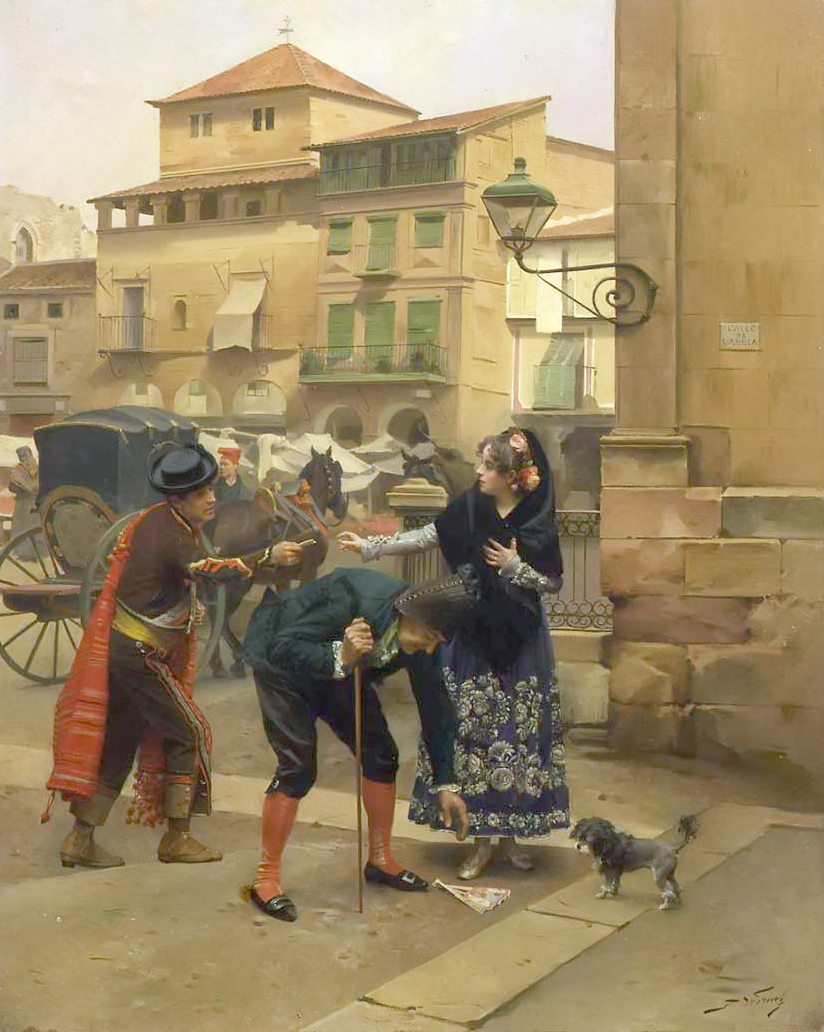
Le Billet doux, Stockton, Haggin Museum (en).
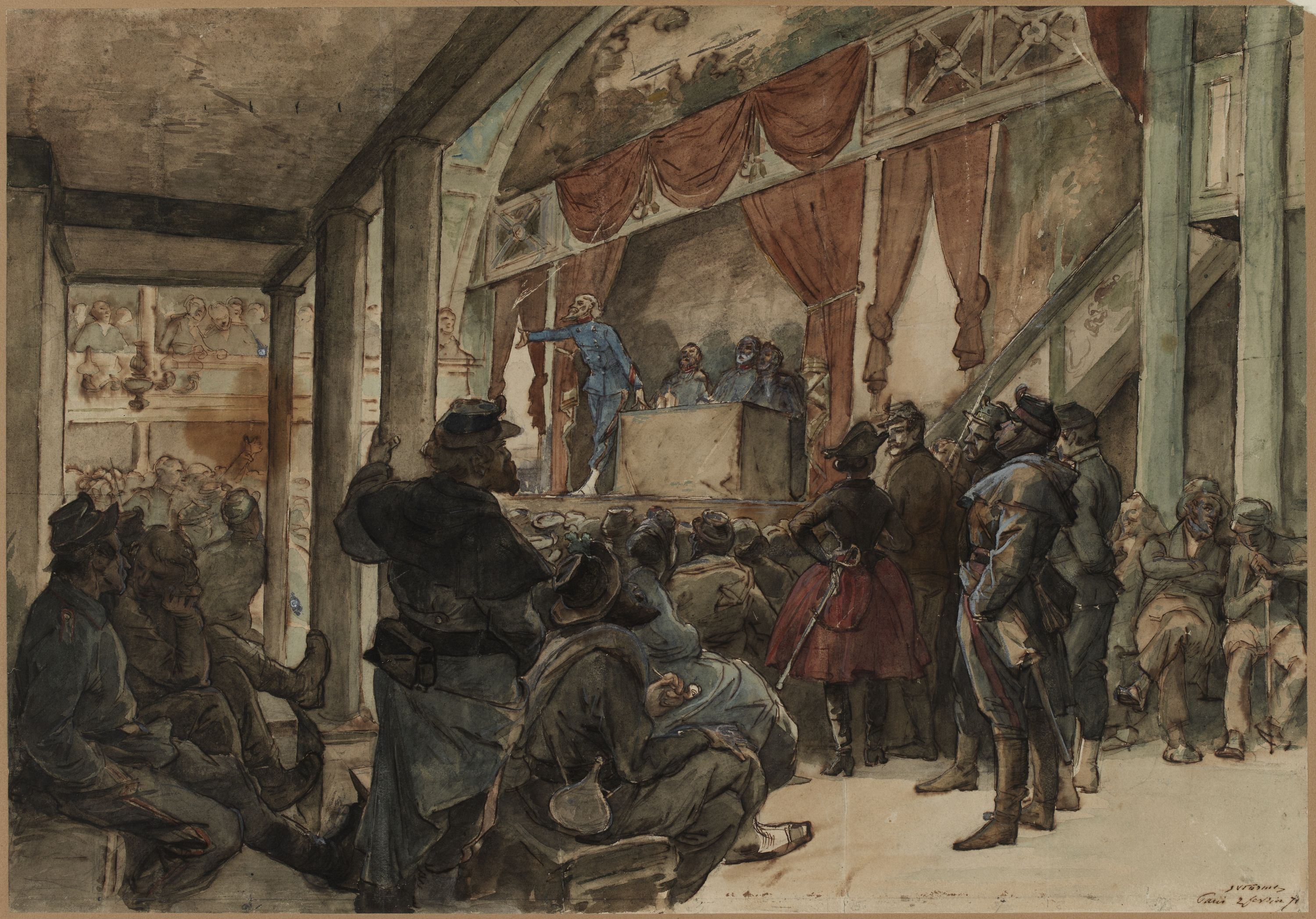
Séance de club pendant la Commune (1871).

## Publications
- Souvenirs d'Espagne - impressions de voyages et croquis, ouvrage illustré de 53 gravures et 8 planches hors texte, d'après les dessins et les peintures de l'auteur, Paris, H. Floury, 1906.